# Lista gatunków z rodzaju goździkowiec
Lista gatunków z rodzaju goździkowiec (Eugenia L.) – lista gatunków z rodzaju roślin z rodziny mirtowatych (Myrtaceae Juss.). Według The Plant List w obrębie tego rodzaju znajduje się 1058 gatunków o nazwach zweryfikowanych i zaakceptowanych, podczas gdy kolejnych 119 taksonów ma status gatunków niepewnych (niezweryfikowanych).
Lista gatunków
- Eugenia abbreviata Urb.
- Eugenia aboukirensis Proctor
- Eugenia acapulcensis Steud.
- Eugenia aceitillo Urb.
- Eugenia acrantha Urb.
- Eugenia acrensis McVaugh
- Eugenia acrisepala Govaerts
- Eugenia acunae Alain
- Eugenia acutissima Urb. & Ekman
- Eugenia adenantha O.Berg
- Eugenia adenocarpa O.Berg

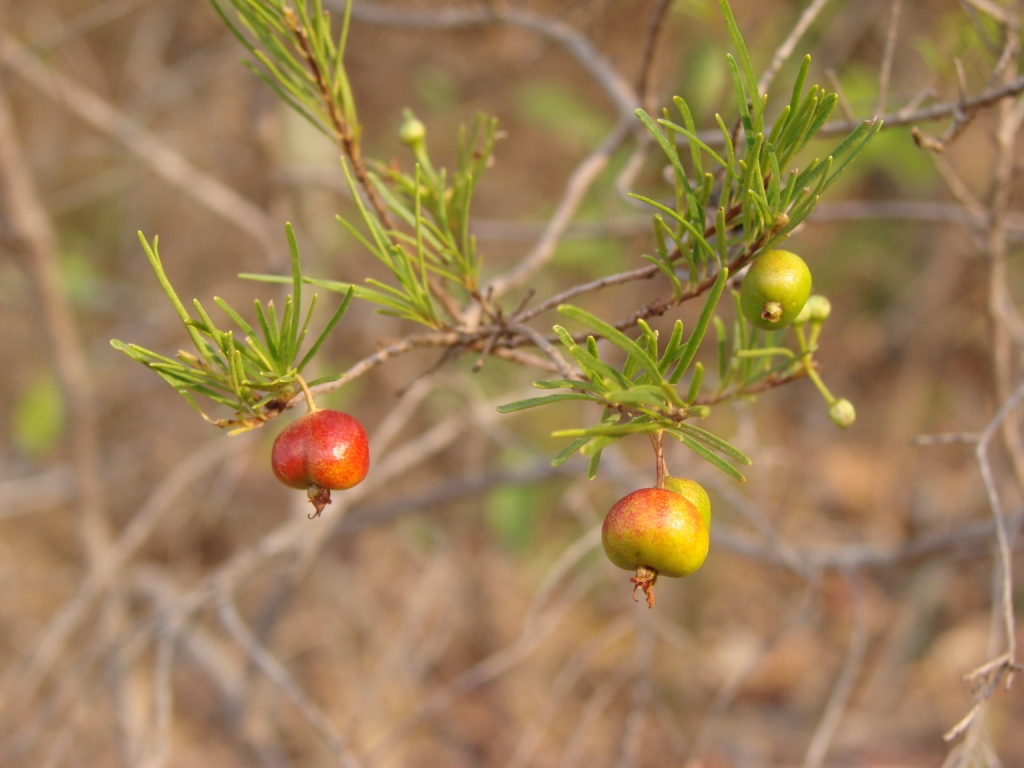
Owoce gatunku Eugenia angustissima

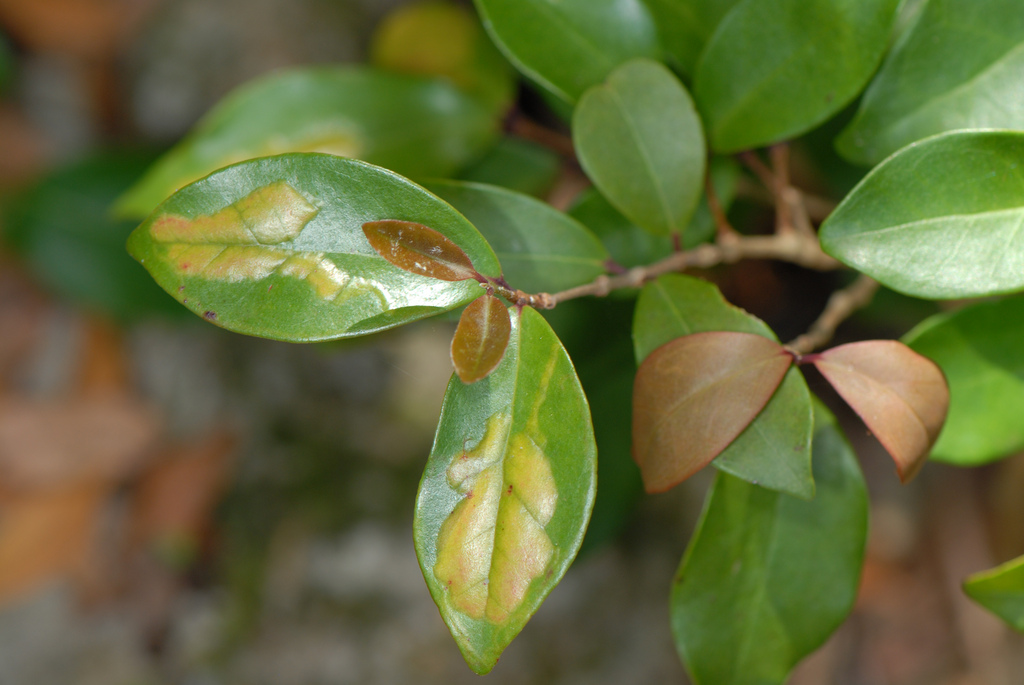
Liście gatunku Eugenia axillaris

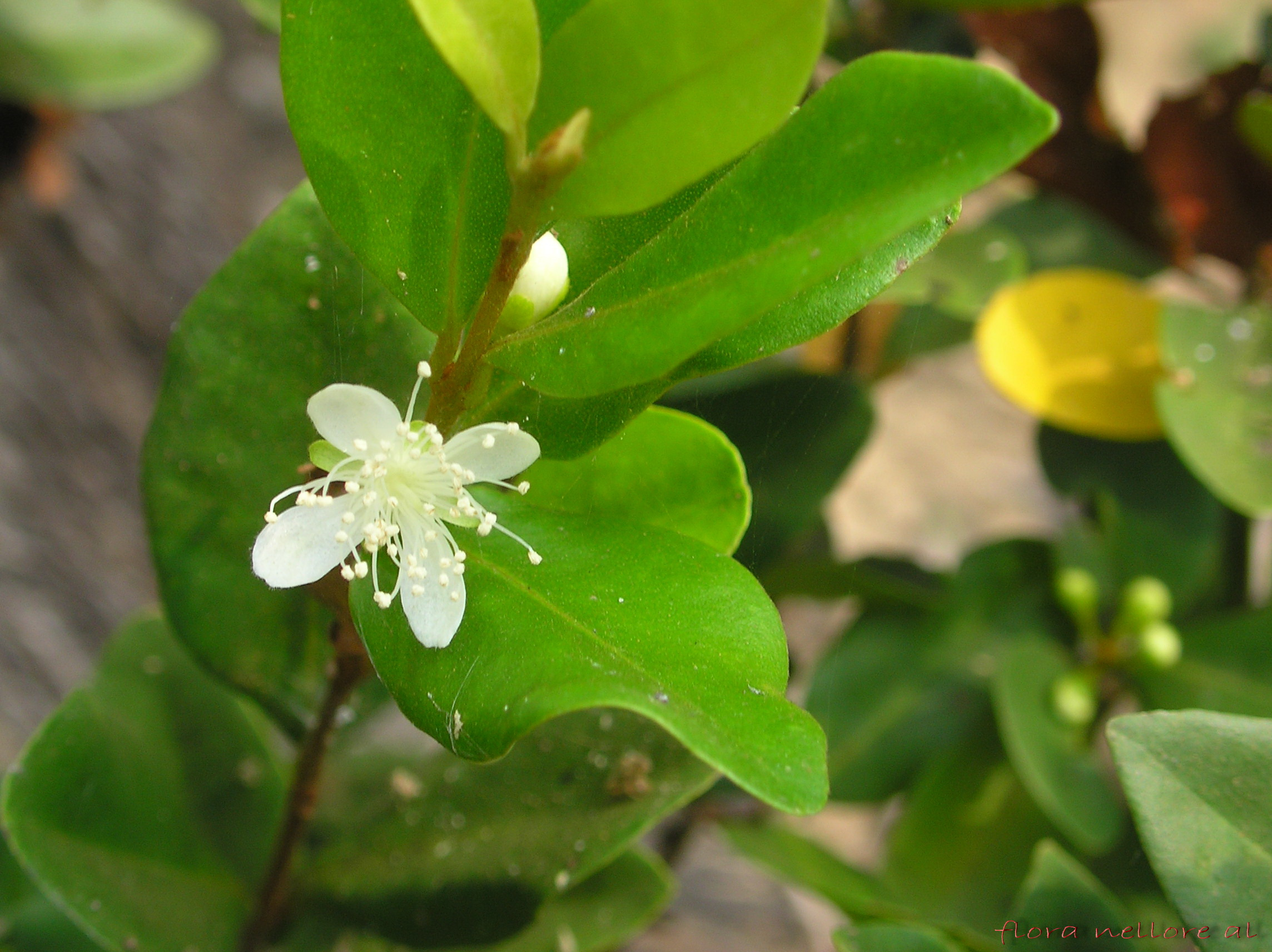
Kwiat gatunku Eugenia bracteata

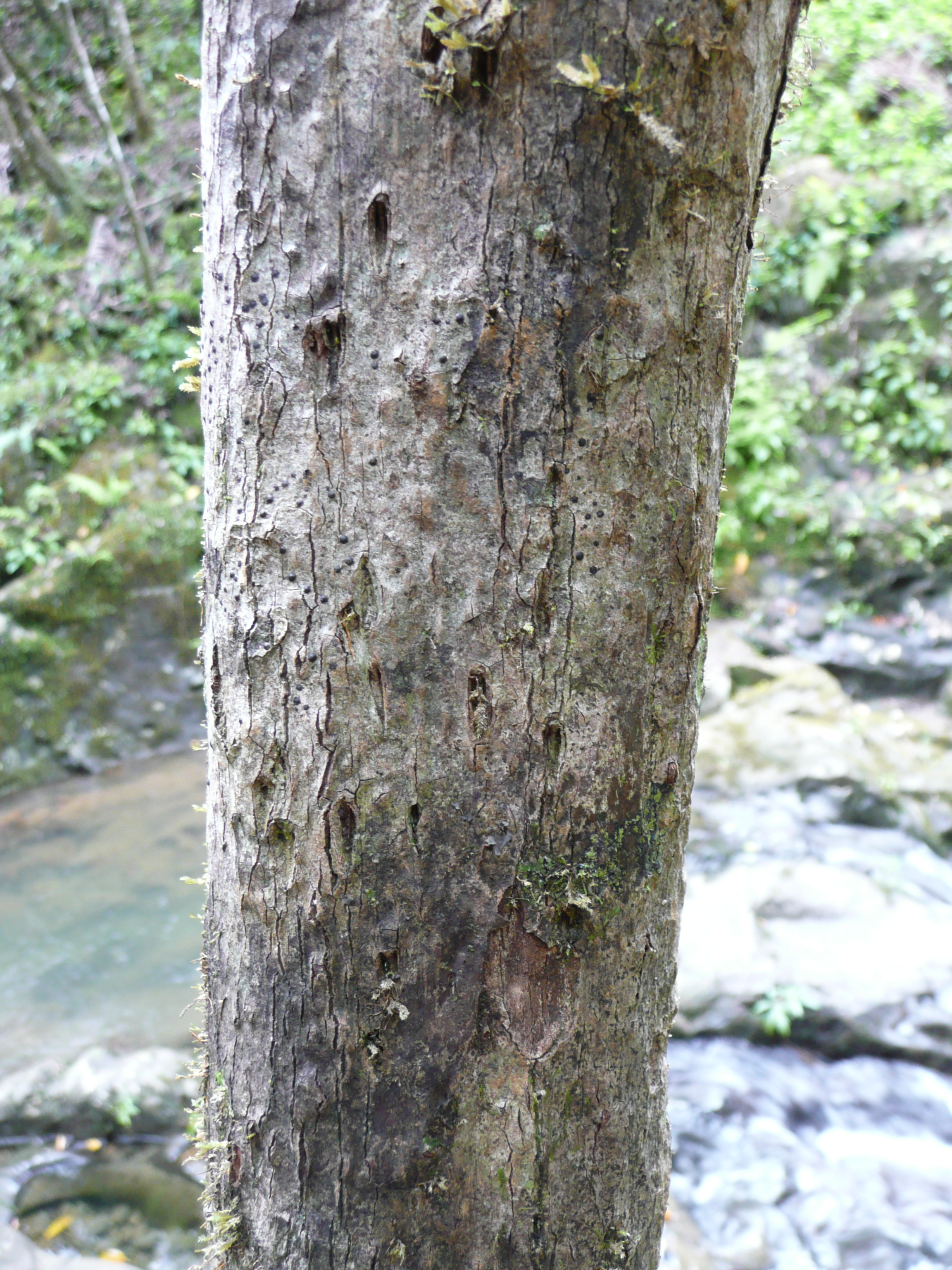
Kora gatunku Eugenia bojeri

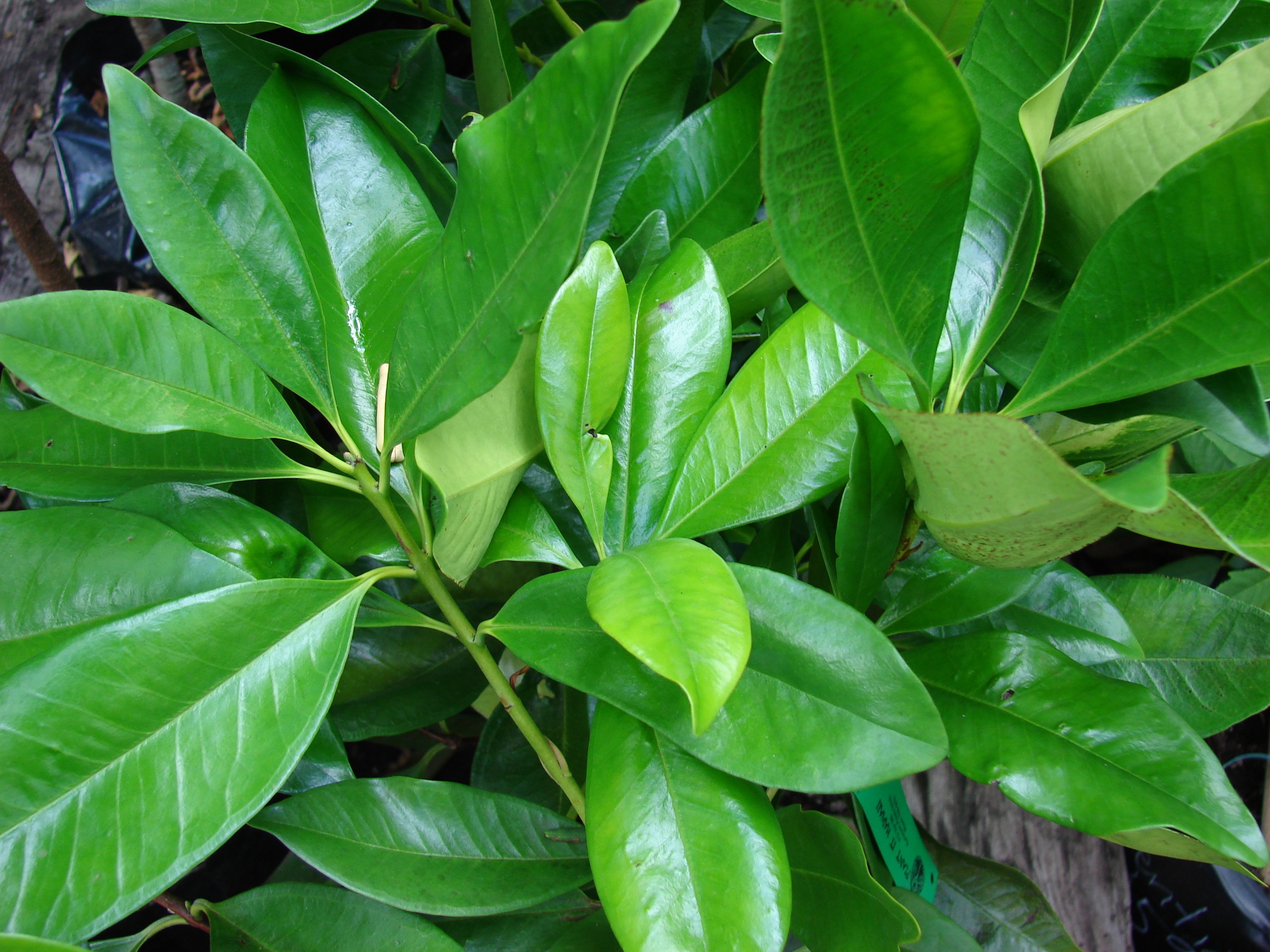
Liście gatunku Eugenia brasiliensis

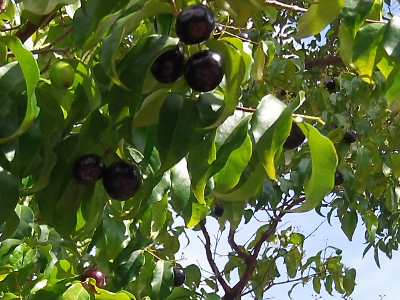
Owoce gatunku Eugenia candolleana

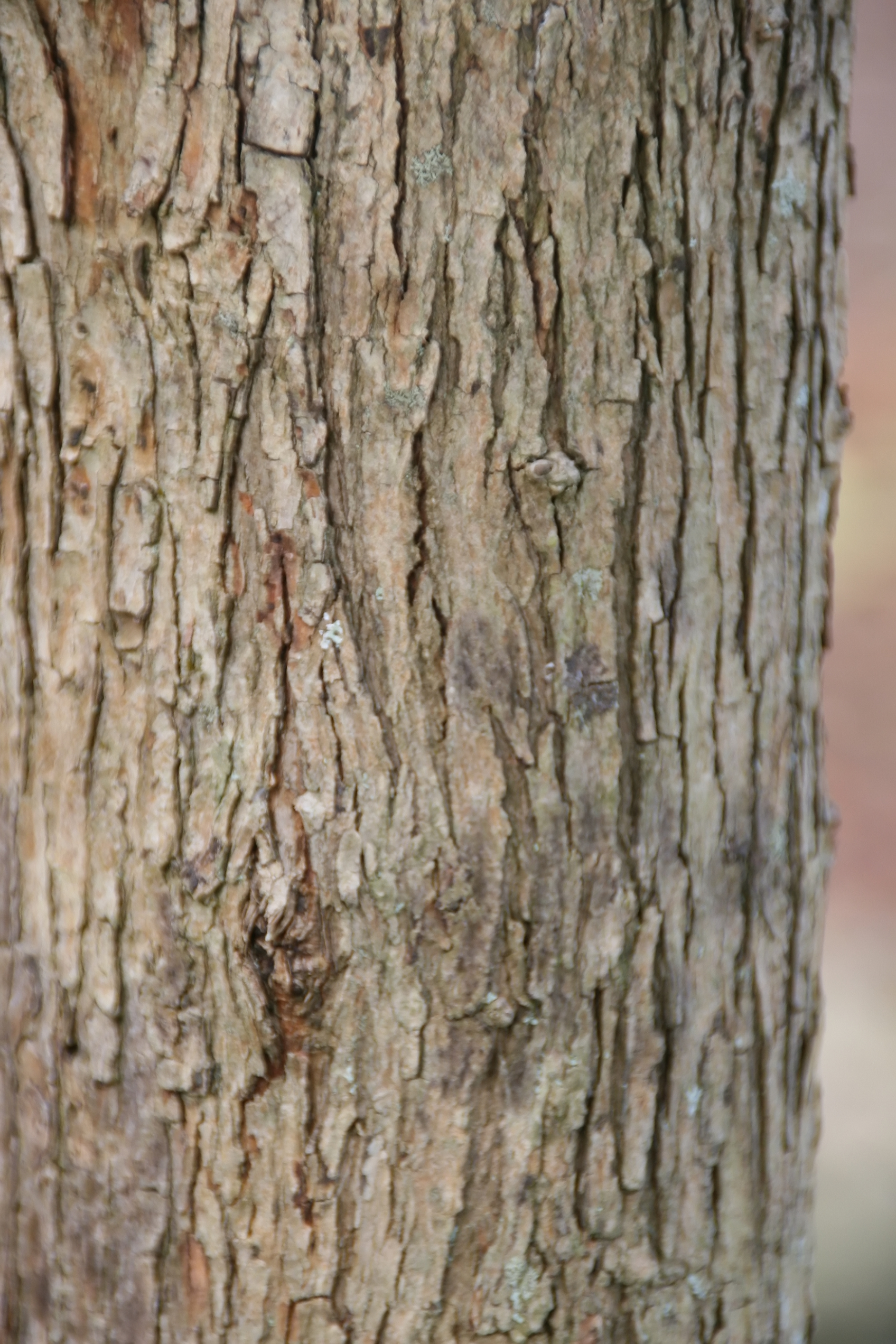
Kora gatunku Eugenia confusa

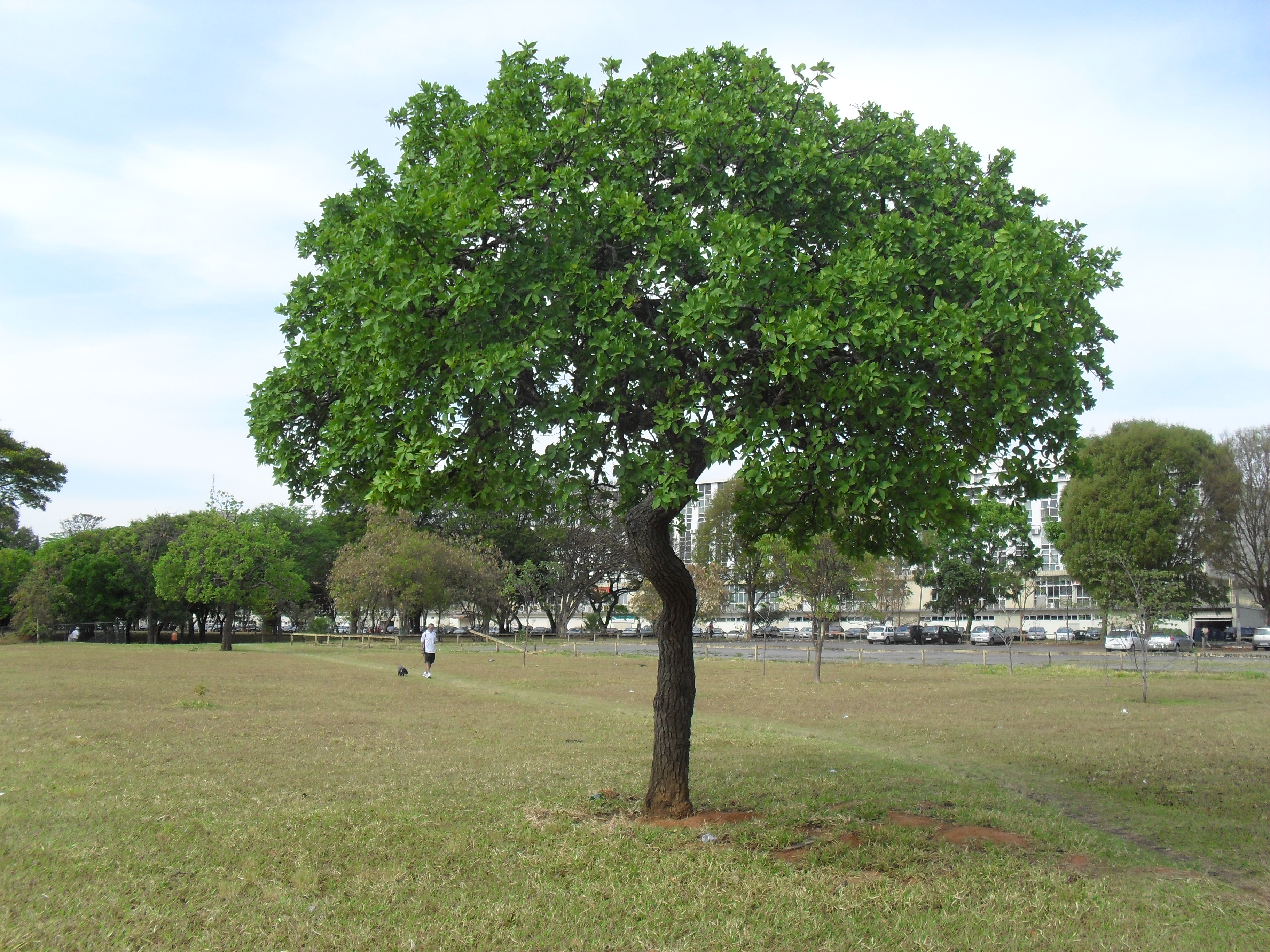
Pokrój gatunku Eugenia dysenterica

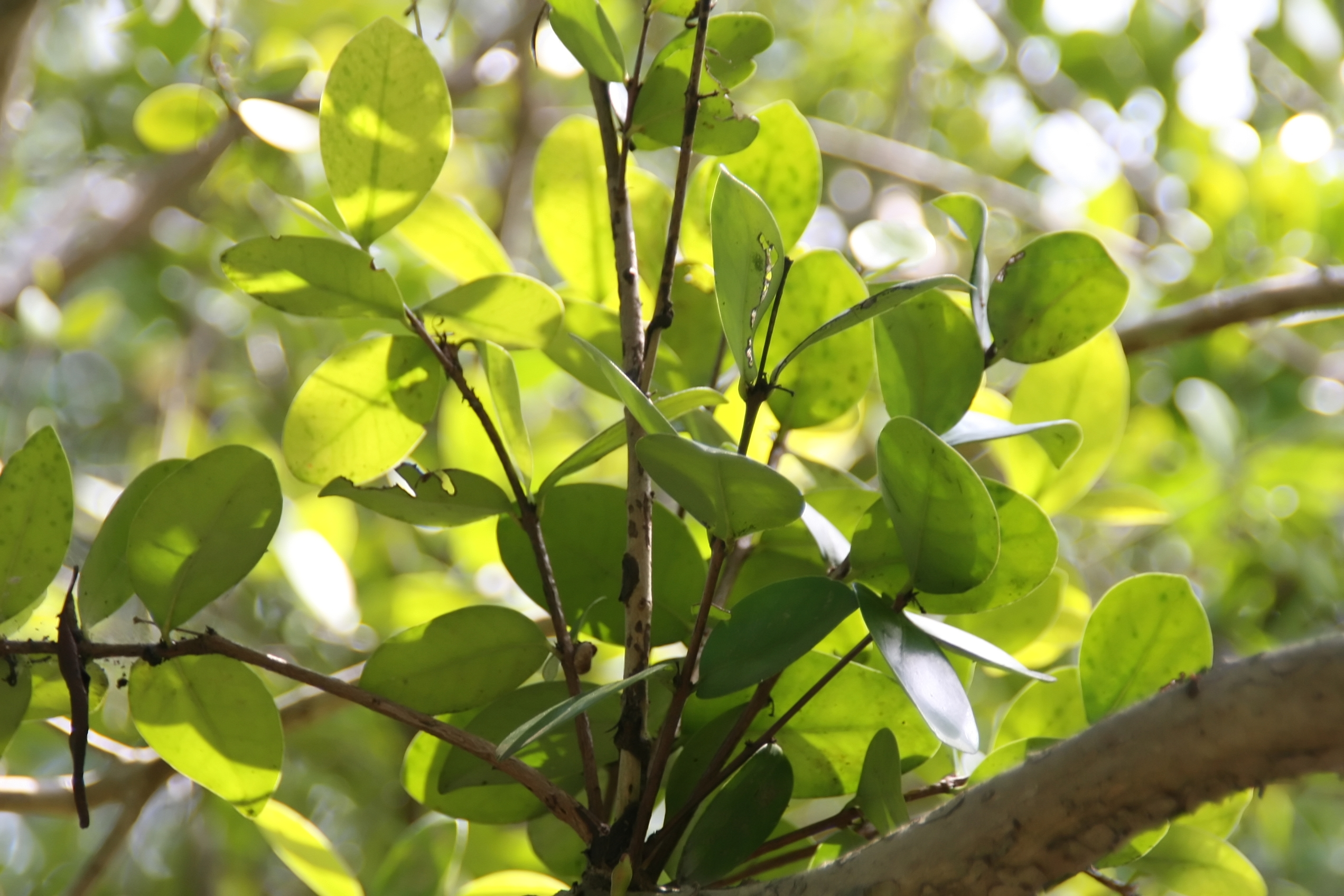
Liście gatunku Eugenia coronata

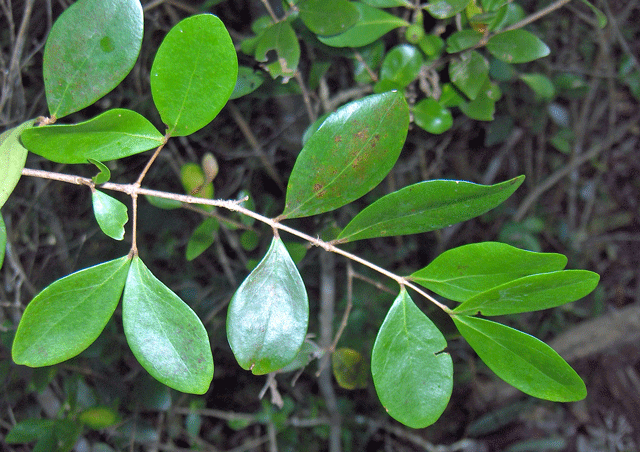
Liście gatunku Eugenia foetida

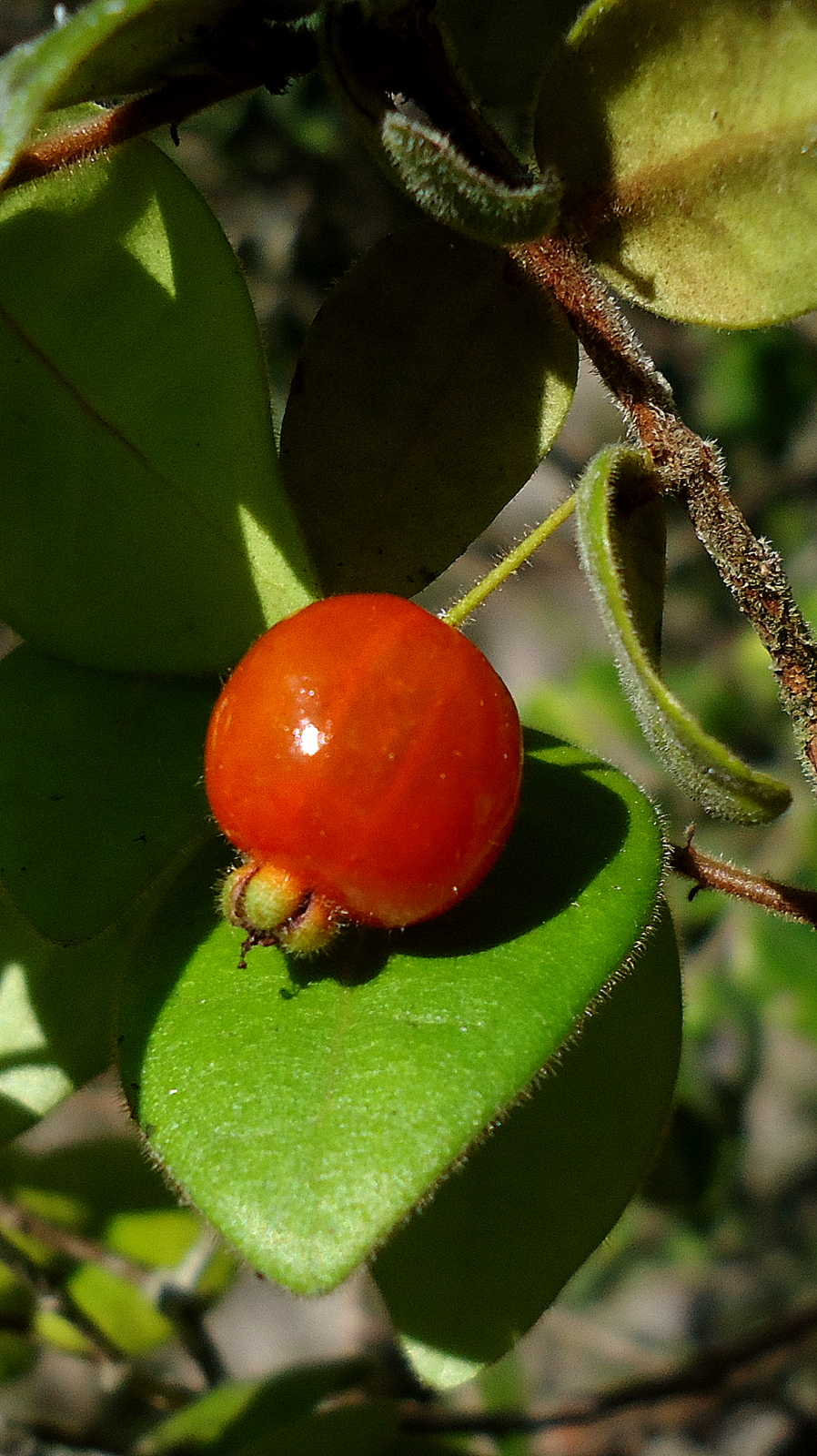
Owoc gatunku Eugenia hirta

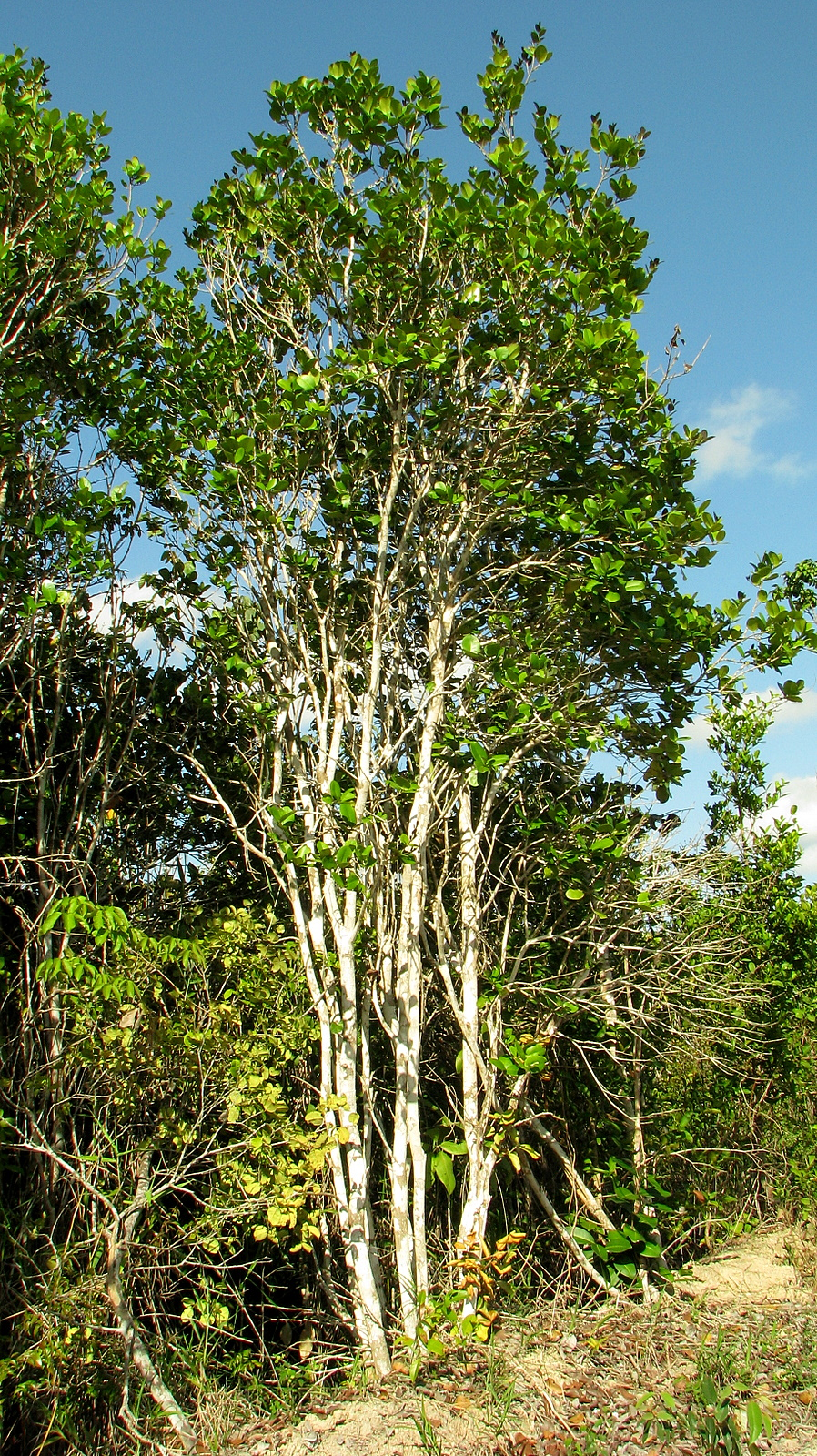
Pokrój gatunku Eugenia ilhensis

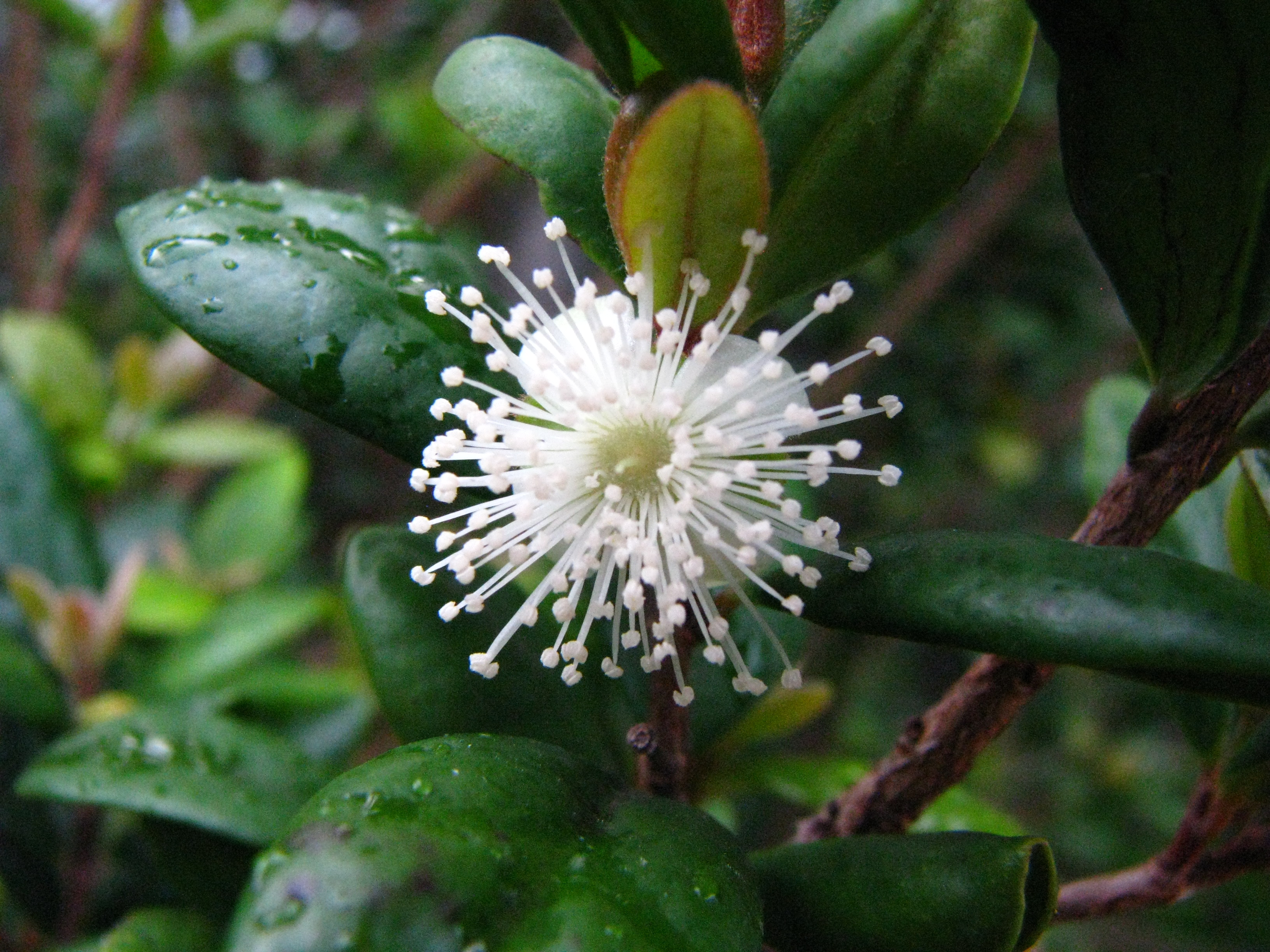
Kwiat gatunku Eugenia koolauensis

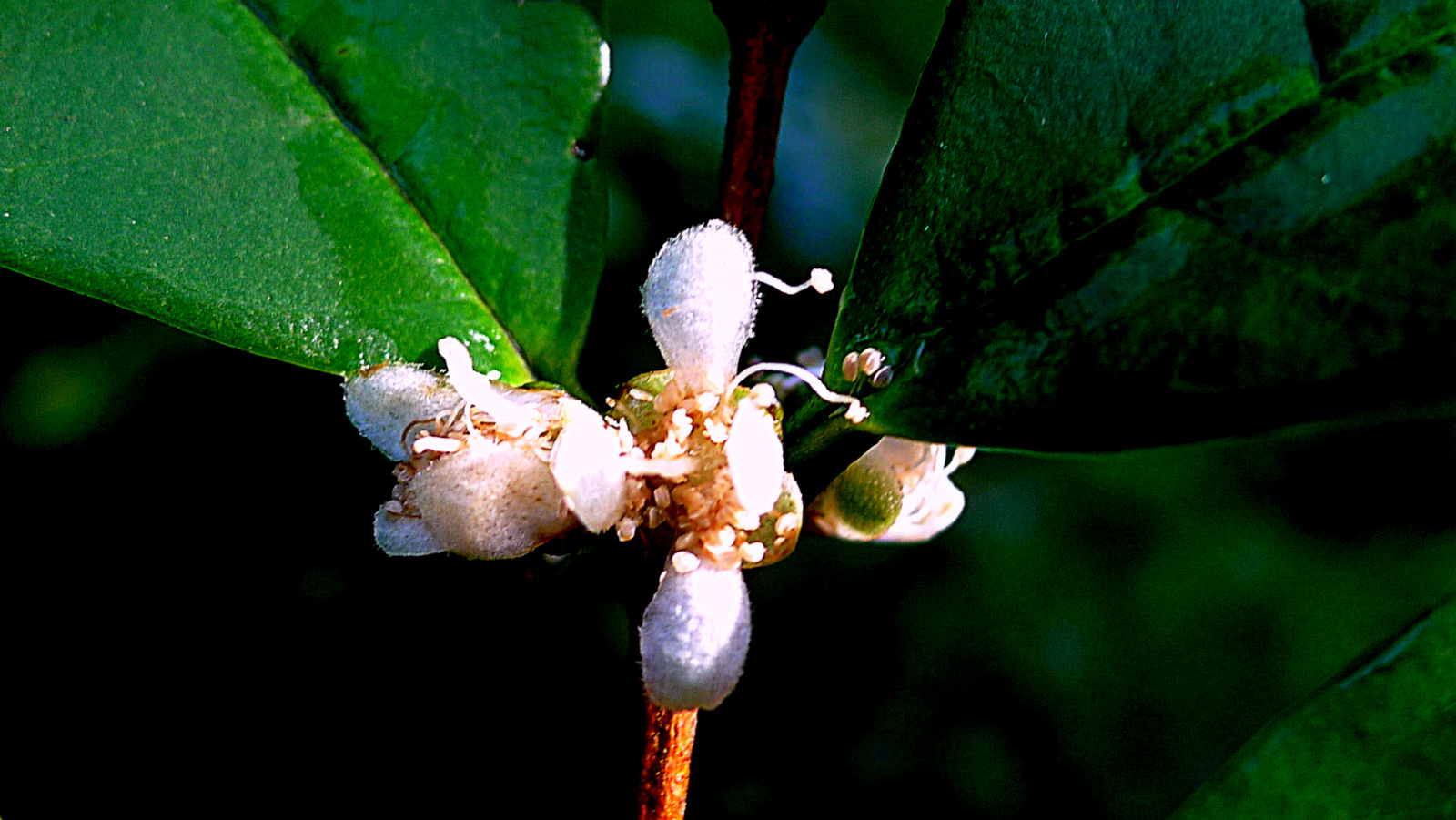
Kwiat gatunku Eugenia plicatocostata

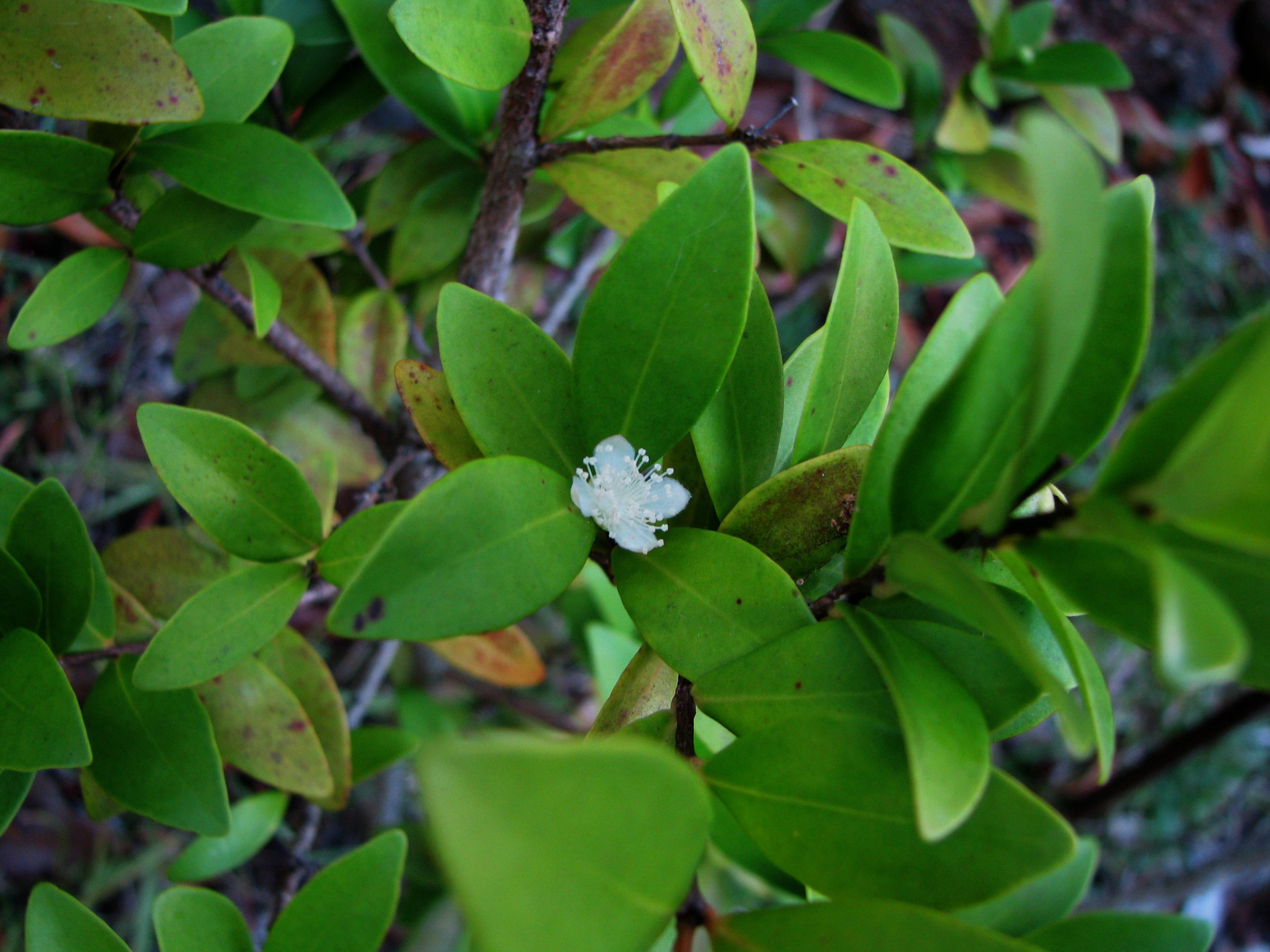
Liście i kwiat gatunku Eugenia reinwardtiana

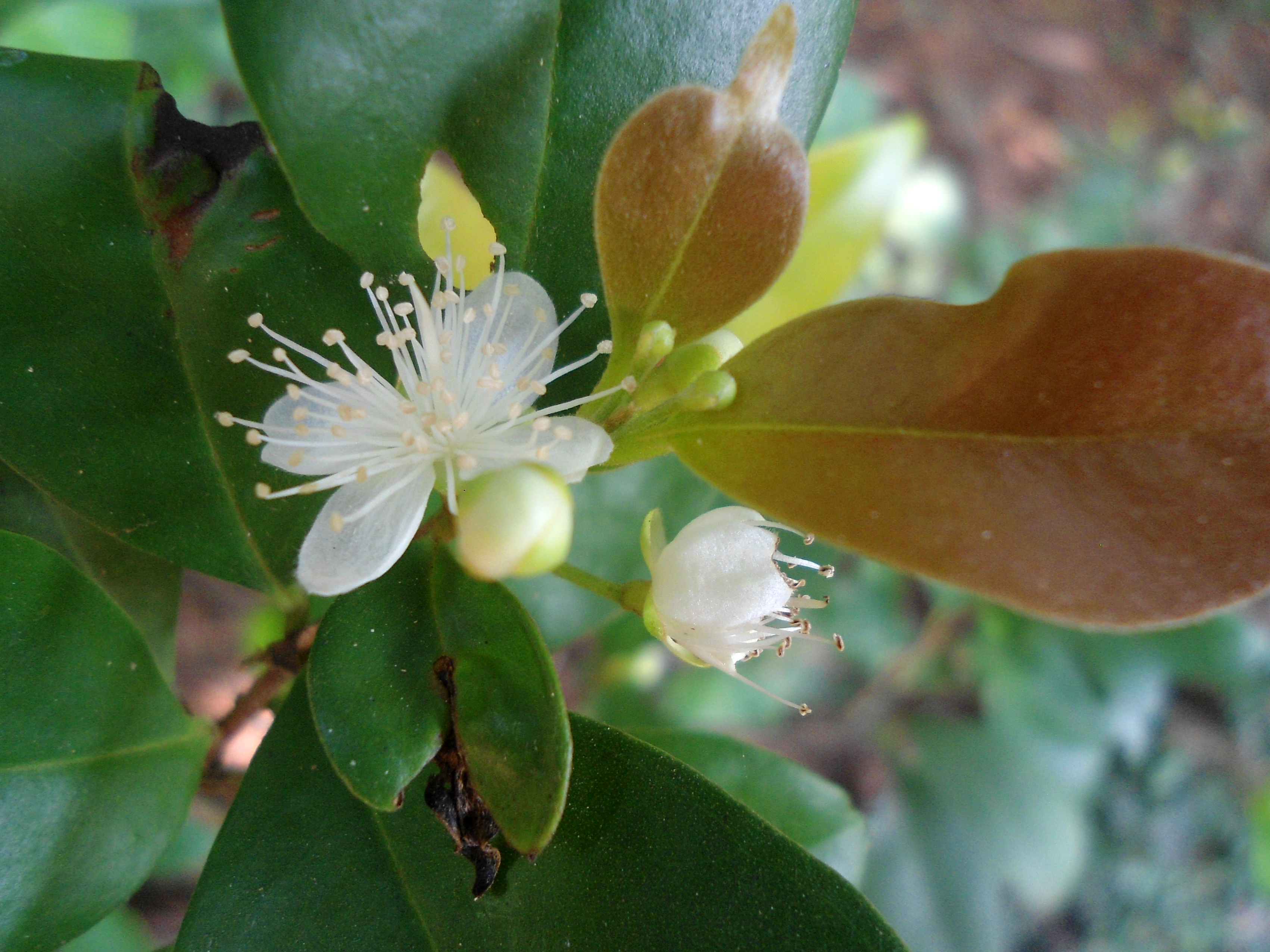
Kwiat gatunku Eugenia roxburghii

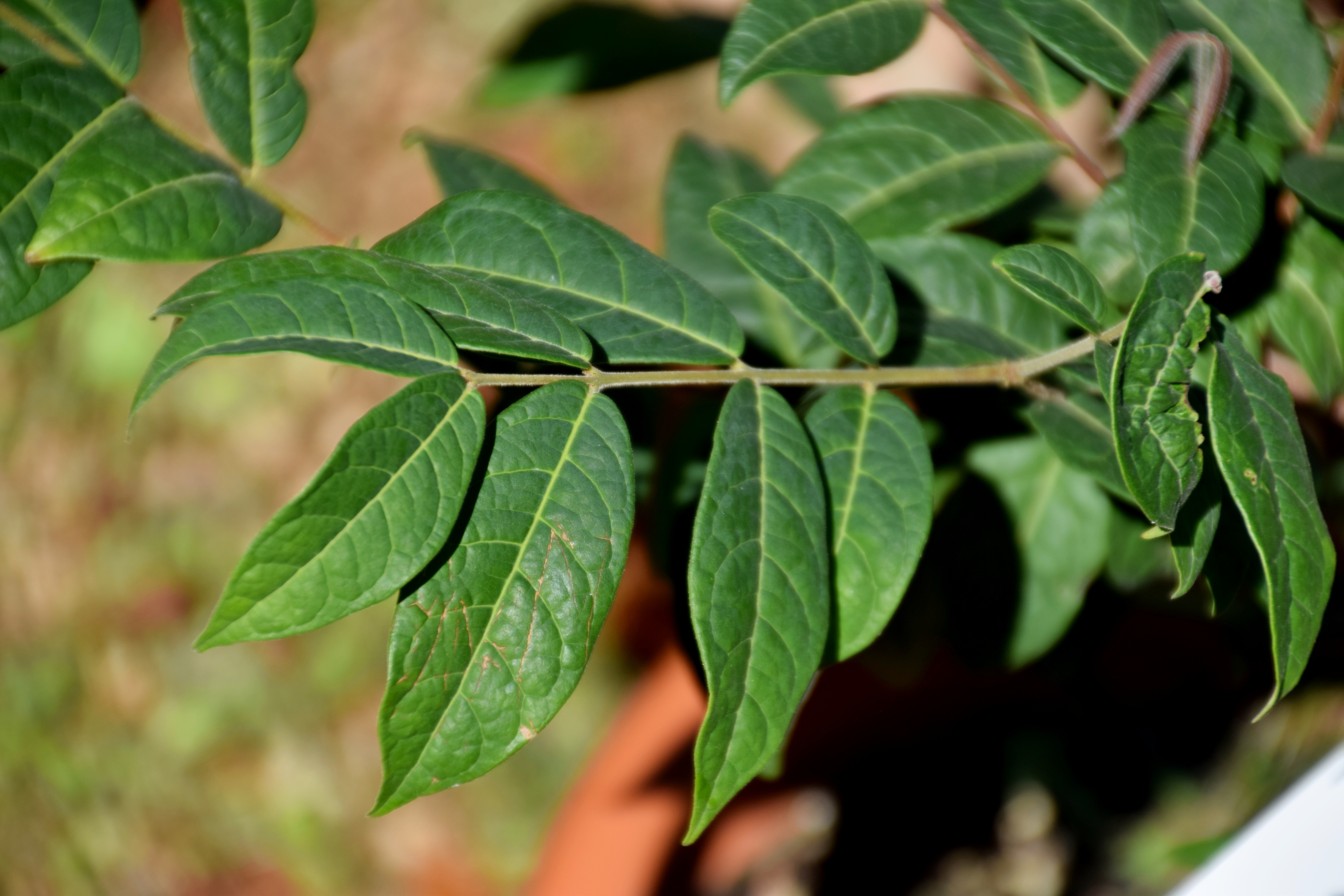
Liście gatunku Eugenia stipitata

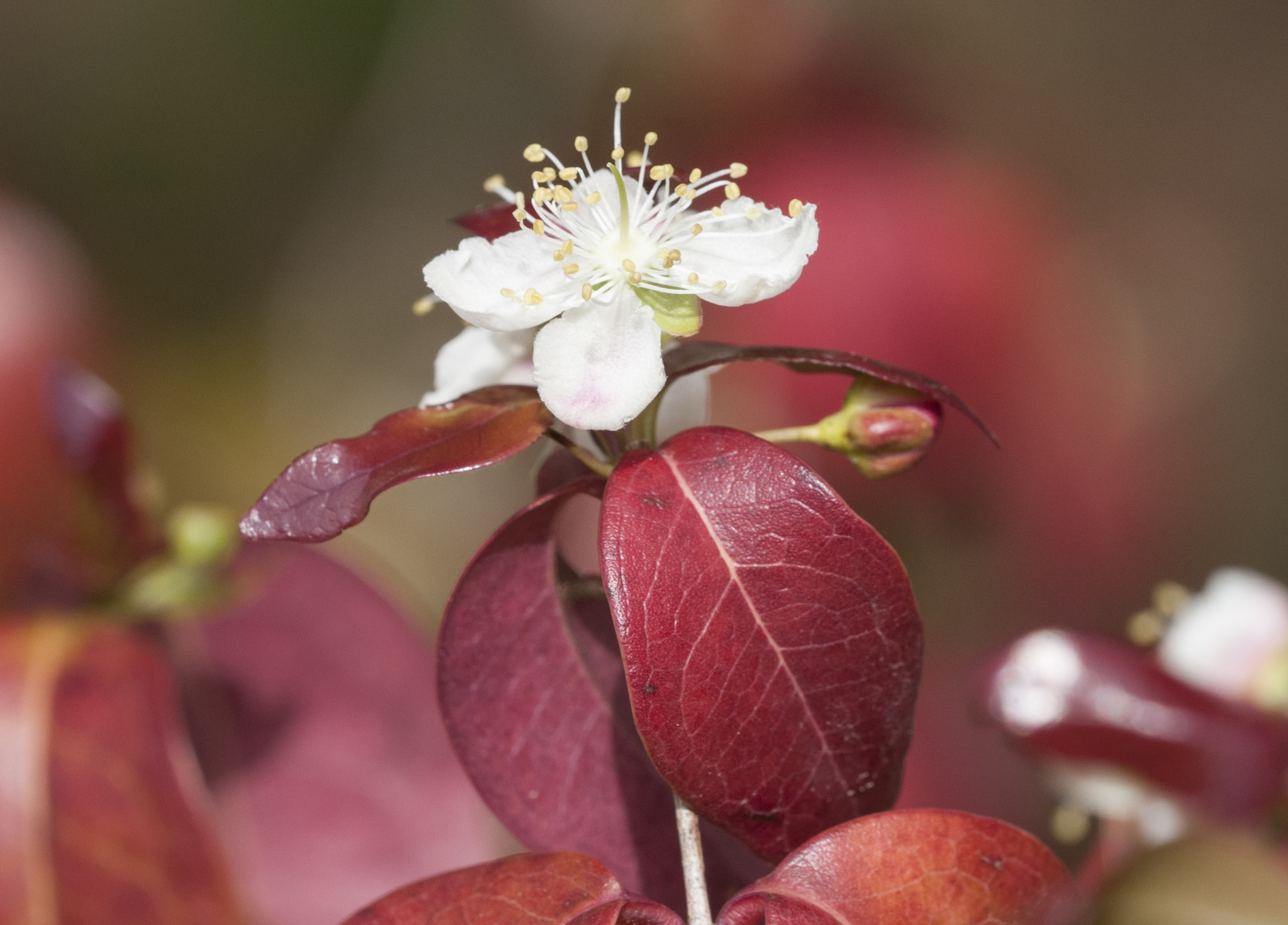
Kwiat gatunku Eugenia uniflora

- Eugenia aequatoriensis M.L.Kawas. & B.Holst
- Eugenia aerosa McVaugh
- Eugenia aeruginea DC.
- Eugenia afzelii Engl.
- Eugenia agasthiyamalayana Gopalan & Murugan
- Eugenia agathopoda Diels
- Eugenia aherniana C.B.Rob.
- Eugenia alagoensis (O.Berg) Mattos
- Eugenia alainii Borhidi
- Eugenia alaotrensis H.Perrier
- Eugenia albicans (O.Berg) Urb.
- Eugenia albimarginata Urb. & Ekman
- Eugenia alnifolia McVaugh
- Eugenia aloysii C.J.Saldanha
- Eugenia alpina (Sw.) Willd.
- Eugenia amatenangensis Lundell
- Eugenia ambanizanensis N.Snow
- Eugenia amblyophylla Urb.
- Eugenia amblyosepala McVaugh
- Eugenia ammophylla Barb. Rodr.
- Eugenia amoena Thwaites
- Eugenia ampla M.L.Kawas. & B.Holst
- Eugenia amplifolia Urb.
- Eugenia amshoffiae McVaugh
- Eugenia anafensis Urb.
- Eugenia analamerensis H.Perrier
- Eugenia anastomosans DC.
- Eugenia ancorifera Amshoff
- Eugenia angelyana Mattos
- Eugenia angustissima O.Berg
- Eugenia ankarensis (H.Perrier) A.J.Scott
- Eugenia anomala D.Legrand
- Eugenia anthacanthoides Urb. & Ekman
- Eugenia antongilensis H.Perrier
- Eugenia apaensis Barb. Rodr.
- Eugenia apiocarpa O.Berg
- Eugenia arawakorum Sandwith
- Eugenia arayan Seem.
- Eugenia ardisioides Lundell
- Eugenia ardyceae N.Snow
- Eugenia arenaria Cambess.
- Eugenia arenicola H.Perrier
- Eugenia arenosa Mattos
- Eugenia argentea Bedd.
- Eugenia argyrophylla B.Holst & M.L.Kawas.
- Eugenia armeniaca Sagot
- Eugenia arrabidae O.Berg
- Eugenia arthroopoda Baill. ex Drake
- Eugenia arvensis Vell.
- Eugenia aschersoniana F.Hoffm.
- Eugenia asperifolia O.Berg
- Eugenia astringens Cambess.
- Eugenia atricha Urb.
- Eugenia atroracemosa McVaugh
- Eugenia atrosquamata McVaugh
- Eugenia augustana Kiaersk.
- Eugenia aurata O.Berg
- Eugenia austin-smithii Standl.
- Eugenia avicenniae Standl.
- Eugenia axillaris (Sw.) Willd.
- Eugenia azeda Sobral
- Eugenia azurensis O.Berg
- Eugenia bacopari D.Legrand
- Eugenia badia O.Berg
- Eugenia bahiana Mattos
- Eugenia bahiensis DC.
- Eugenia bahorucana Alain
- Eugenia baileyi Britton
- Eugenia bajaverapazana Lundell
- Eugenia balansae Guillaumin
- Eugenia banderensis Urb.
- Eugenia barbata McVaugh
- Eugenia barbosae Barb.Rodr. ex Chodat & Hassl.
- Eugenia barriosana Lundell
- Eugenia basilaris McVaugh
- Eugenia batingabranca Sobral
- Eugenia bayatensis Urb.
- Eugenia belemitana McVaugh
- Eugenia belladerensis Urb. & Ekman
- Eugenia belloi Barrie
- Eugenia bellonis Krug & Urb.
- Eugenia bergii  Nied. in Engl. & Prantl
- Eugenia beyeri Urb.
- Eugenia biflora (L.) DC.
- Eugenia bimarginata DC.
- Eugenia blanchetiana O.Berg
- Eugenia blanda Sobral
- Eugenia blastantha (O.Berg) D.Legrand
- Eugenia bocainensis Mattos
- Eugenia bojeri Baker
- Eugenia boliviana (D.Legrand) Mattos
- Eugenia boqueronensis Britton
- Eugenia bosseri J.Guého & A.J.Scott
- Eugenia botequimensis Kiaersk.
- Eugenia brachyclada Urb. & Ekman
- Eugenia brachysepala Kiaersk.
- Eugenia brachythrix Urb.
- Eugenia brasiliana Aubl.
- Eugenia brasiliensis Lam. – goździkowiec brazylijski
- Eugenia breedlovei Barrie
- Eugenia brejoensis Mazine
- Eugenia brevipedunculata Kiaersk.
- Eugenia brevipes A.Rich.
- Eugenia breviracemosa Mazine
- Eugenia brevistyla D.Legrand
- Eugenia brongniartiana Guillaumin
- Eugenia brownei Urb.
- Eugenia brownsbergii Amshoff
- Eugenia brunescens Urb.
- Eugenia brunneopubescens Mazine
- Eugenia brunoi Mattos
- Eugenia bryanii Kaneh.
- Eugenia buchholzii Engl.
- Eugenia bukobensis Engl.
- Eugenia bullata Pancher ex Guillaumin
- Eugenia bumelioides Standl.
- Eugenia bunchosiifolia Nied.
- Eugenia burkartiana (D.Legrand) D.Legrand
- Eugenia buxifolia Lam.
- Eugenia byssacea McVaugh
- Eugenia cachoeirensis O.Berg
- Eugenia cacuminoides Govaerts
- Eugenia cacuminum Standl. & Steyerm.
- Eugenia caducibracteata Mazine
- Eugenia cahosiana Urb. & Ekman
- Eugenia cajalbanica Borhidi & O.Muñiz
- Eugenia callichroma McVaugh
- Eugenia calophylloides DC.
- Eugenia calumettae Urb. & Ekman
- Eugenia calva McVaugh
- Eugenia calycina Cambess.
- Eugenia calystegia (O.Berg) Nied.
- Eugenia camarioca C.Wright
- Eugenia canapuensis Urb.
- Eugenia candolleana DC.
- Eugenia cantuana Lundell
- Eugenia capensis (Eckl. & Zeyh.) Harv.
- Eugenia capillipes Borhidi
- Eugenia capitulifera O.Berg
- Eugenia capixaba Mazine
- Eugenia capparidifolia DC.
- Eugenia capuli (Schltdl. & Cham.) Hook. & Arn.
- Eugenia capulioides Lundell
- Eugenia cararensis Barrie & Q.Jiménez
- Eugenia carimbatayensis Barb. Rodr.
- Eugenia carranzae Lundell
- Eugenia cartagensis O.Berg
- Eugenia casearioides (Kunth) DC.
- Eugenia cassinoides Lam.
- Eugenia castaneiflora M.L.Kawas. & B.Holst
- Eugenia catharinae O.Berg
- Eugenia catharinensis D.Legrand
- Eugenia catingiflora Griseb.
- Eugenia cavalcanteana Mattos
- Eugenia cayoana Lundell
- Eugenia ceibana Urb.
- Eugenia cerasiflora Miq.
- Eugenia cereja D.Legrand
- Eugenia cerrocacaoensis Barrie
- Eugenia cervina Standl. & Steyerm.
- Eugenia chacoensis (D.Legrand) Kausel
- Eugenia chacueyana Alain
- Eugenia chahalana Lundell
- Eugenia chartacea McVaugh
- Eugenia chavarriae Barrie
- Eugenia chepensis Standl.
- Eugenia chiapensis Lundell
- Eugenia chinajensis Standl. & Steyerm.
- Eugenia chlorocarpa O.Berg
- Eugenia chlorophylla O.Berg
- Eugenia choapamensis Standl.
- Eugenia chodatii Barb. Rodr.
- Eugenia christii Urb.
- Eugenia chrootricha Urb. & Ekman
- Eugenia chrootrichoides Proctor
- Eugenia chrysobalanoides DC.
- Eugenia chrysophyllum Poir.
- Eugenia churutensis Cornejo
- Eugenia cincta Griseb.
- Eugenia cinerascens Gardner
- Eugenia cintalapana Barrie
- Eugenia citrifolia Poir.
- Eugenia citroides Lundell
- Eugenia clarendonensis Urb.
- Eugenia clarensis Britton & P.Wilson
- Eugenia cloiselii H.Perrier
- Eugenia coaetanea O.Berg
- Eugenia coccifera O.Berg
- Eugenia cocosensis Barrie
- Eugenia codyensis Munro ex Wight
- Eugenia coffeifolia DC.
- Eugenia coibensis Barrie
- Eugenia colipensis O.Berg
- Eugenia columbiensis O.Berg
- Eugenia commutata O.Berg
- Eugenia comorensis H.Perrier
- Eugenia complicata O.Berg
- Eugenia concava B.Holst & M.L.Kawas.
- Eugenia conchalensis D.Legrand & Mattos
- Eugenia concolor Mattos
- Eugenia conduplicata B.Holst
- Eugenia confusa DC.
- Eugenia congolensis De Wild. & T.Durand
- Eugenia conjuncta Amshoff
- Eugenia consolatae Chiov.
- Eugenia constanzae Alain
- Eugenia convexinervia D.Legrand
- Eugenia copacabanensis Kiaersk.
- Eugenia corcovadensis Kiaersk.
- Eugenia cordata (Sw.) DC.
- Eugenia cordillerana Mattos
- Eugenia coronata Vahl ex DC.
- Eugenia corozalensis Britton
- Eugenia corrientina Barb.Rodr.
- Eugenia corusca Barrie
- Eugenia costaricensis O.Berg
- Eugenia costatifructa Mazine
- Eugenia costenoblei Merr.
- Eugenia cotinifolia Jacq.
- Eugenia coursiana H.Perrier
- Eugenia cowanii McVaugh
- Eugenia cowellii Britton & P.Wilson
- Eugenia coyolensis Standl.
- Eugenia crassa Sobral
- Eugenia crassicaulis Proctor
- Eugenia crassimarginata M.L.Kawas. & B.Holst
- Eugenia crassipetala J.Guého & A.J.Scott
- Eugenia craveniana N.Snow & Peter G.Wilson
- Eugenia crenata Vell.
- Eugenia crenularis Lundell
- Eugenia crenulata (Sw.) Willd.
- Eugenia cribrata McVaugh
- Eugenia cricamolensis Standl.
- Eugenia cristaensis O.Berg
- Eugenia cristalensis Urb.
- Eugenia cristata C.Wright
- Eugenia crossopterygoides A.Chev.
- Eugenia crucicalyx McVaugh
- Eugenia crucigera Däniker
- Eugenia cuaoensis McVaugh
- Eugenia cucullata Amshoff
- Eugenia culminicola McVaugh
- Eugenia cuprea (O.Berg) Nied.
- Eugenia cupulata Amshoff
- Eugenia cupuligera Urb.
- Eugenia curvipilosa McVaugh
- Eugenia curvivenia McVaugh
- Eugenia cuspidifolia DC.
- Eugenia cycloidea Urb.
- Eugenia cyclophylla O.Berg
- Eugenia cydoniifolia O.Berg
- Eugenia cymatodes O.Berg
- Eugenia cyphophloea Griseb.
- Eugenia daaouiensis Guillaumin
- Eugenia daenikeri Guillaumin
- Eugenia darcyi Barrie
- Eugenia decussata (Vell.) Mattos
- Eugenia delpechiana Urb. & Ekman
- Eugenia demeusei De Wild.
- Eugenia denigrata McVaugh
- Eugenia dentata (O.Berg) Nied.
- Eugenia dewevrei De Wild. & T.Durand
- Eugenia dibrachiata McVaugh
- Eugenia dichroma O.Berg
- Eugenia dictyophleba O.Berg
- Eugenia dictyophylla Urb.
- Eugenia diminutiflora Amshoff
- Eugenia dimorpha O.Berg
- Eugenia dinklagei Engl. & Brehmer
- Eugenia diospyroides H.Perrier
- Eugenia diplocampta Diels
- Eugenia discifera Gamble
- Eugenia discolorans C.Wright
- Eugenia discors McVaugh
- Eugenia discreta McVaugh
- Eugenia disperma Vell.
- Eugenia disticha (Sw.) DC.
- Eugenia dittocrepis O.Berg
- Eugenia dodoana Engl. & Brehmer
- Eugenia dodonaeifolia Cambess.
- Eugenia domingensis O.Berg
- Eugenia doubledayi Standl.
- Eugenia duarteana Cambess.
- Eugenia duchassaingiana O.Berg
- Eugenia dulcis O.Berg
- Eugenia dumosa (Vahl) DC.
- Eugenia duplicata Britton & P.Wilson
- Eugenia dusenii Engl.
- Eugenia dysenterica DC.
- Eugenia earhartii Acev.-Rodr.
- Eugenia earlei Britton & P.Wilson
- Eugenia earthiana P.E.Sanchez
- Eugenia egensis DC.
- Eugenia eggersii Kiaersk.
- Eugenia ehrenbergiana O.Berg
- Eugenia eliasii Lundell
- Eugenia elliotii Engl. & Brehmer
- Eugenia ellipsoidea Kiaersk.
- Eugenia elliptica Lam.
- Eugenia elongata Nied.
- Eugenia emarginata (Kunth) DC.
- Eugenia ependytes McVaugh
- Eugenia eperforata Urb.
- Eugenia eriantha Urb.
- Eugenia ericoides Guillaumin
- Eugenia erythrocarpa (Kunth) DC.
- Eugenia erythrophylla Strey
- Eugenia erythroxyloides Mart. ex O.Berg
- Eugenia essequiboensis Sandwith
- Eugenia esteliensis Barrie
- Eugenia eurycheila O.Berg
- Eugenia exaltata A.Rich. ex O.Berg
- Eugenia excelsa O.Berg
- Eugenia excisa Urb.
- Eugenia excoriata O.Berg
- Eugenia expansa Spring ex Mart.
- Eugenia farameoides A.Rich.
- Eugenia farinacea Barrie
- Eugenia fernandopoana Engl. & Brehmer
- Eugenia ferreiraeana O.Berg
- Eugenia flamingensis O.Berg
- Eugenia flavescens DC.
- Eugenia flavoviridis Lundell
- Eugenia fleuryi A.Chev.
- Eugenia floccosa Bedd.
- Eugenia florida DC.
- Eugenia floscellus D.Legrand
- Eugenia fluminensis O.Berg
- Eugenia foetida Pers.
- Eugenia foliosa Barb. Rodr.
- Eugenia francavilleana O.Berg
- Eugenia froesii McVaugh
- Eugenia fulva Thwaites
- Eugenia funkiana O.Berg
- Eugenia fusca O.Berg
- Eugenia fuscopunctata Kiaersk.
- Eugenia gabonensis Amshoff
- Eugenia gacognei Montrouz.
- Eugenia galalonensis (C.Wright ex Griseb.) Krug & Urb.
- Eugenia galbaoensis Mattos
- Eugenia galeata Urb.
- Eugenia gatopensis Guillaumin
- Eugenia gaudichaudiana O.Berg
- Eugenia gaumeri Standl.
- Eugenia gemmiflora O.Berg
- Eugenia geraensis (D.Legrand & Mattos) Mattos
- Eugenia gerdae Mazine
- Eugenia gibberosa Urb.
- Eugenia gigas Lundell
- Eugenia gilgii Engl. & Brehmer
- Eugenia glabra Alston
- Eugenia glabrata (Sw.) DC.
- Eugenia glandulosa Cambess.
- Eugenia glandulosopunctata P.E.Sánchez & Poveda
- Eugenia goiapabana Sobral & Mazine
- Eugenia gomesiana O.Berg
- Eugenia gomezii Barrie
- Eugenia gonavensis Urb.
- Eugenia gongylocarpa M.L.Kawas. & B.K.Holst
- Eugenia goviala H.Perrier
- Eugenia gracilipes Kiaersk.
- Eugenia gracillima Kiaersk.
- Eugenia grandiflora O.Berg
- Eugenia grandifolia O.Berg
- Eugenia grayumii Barrie
- Eugenia grazielae Mattos & D.Legrand
- Eugenia greggii (Sw.) Poir.[a]
- Eugenia grifensis Urb.
- Eugenia grijalvae Barrie
- Eugenia grisebachii Krug & Urb.
- Eugenia griseiflora McVaugh
- Eugenia grisiana Guillaumin
- Eugenia grossa B.Holst & M.L.Kawas.
- Eugenia gryposperma Krug & Urb.
- Eugenia guanensis Urb.
- Eugenia guatemalensis Donn.Sm.
- Eugenia guayaquilensis (Kunth) DC.
- Eugenia guillotii Hochr.
- Eugenia guttata Lundell
- Eugenia gyrosepala Baker f.
- Eugenia haberi Barrie
- Eugenia haematocarpa Alain
- Eugenia haitiensis Krug & Urb.
- Eugenia hamiltonii (Mattos) Mattos
- Eugenia hammelii Barrie
- Eugenia handroana D.Legrand
- Eugenia handroi (Mattos) Mattos
- Eugenia hanoverensis Proctor
- Eugenia haputalense Kosterm.
- Eugenia harrisii Krug & Urb.
- Eugenia hartmanniae Mattos
- Eugenia hartshornii Barrie
- Eugenia hastilis (Blume) J.Guého & A.J.Scott
- Eugenia hazompasika H.Perrier
- Eugenia herbacea O.Berg
- Eugenia heringeriana Mattos
- Eugenia hermesiana Mattos
- Eugenia herrerae Barrie
- Eugenia heterochroa Urb.
- Eugenia heterochroma Diels
- Eugenia heterophylla A.Rich.
- Eugenia hexovulata McVaugh
- Eugenia hiemalis Cambess.
- Eugenia higueyana Alain
- Eugenia hilariana DC.
- Eugenia hiraeifolia Standl.
- Eugenia hirta O.Berg
- Eugenia hodgei McVaugh
- Eugenia holdridgei Alain
- Eugenia hondurensis Ant.Molina
- Eugenia horizontalis Pancher ex Brongn. & Gris
- Eugenia hovarum H.Perrier
- Eugenia howardiana Proctor
- Eugenia humblotii Engl. & Brehmer
- Eugenia hurlimannii Guillaumin
- Eugenia hypargyrea Standl.
- Eugenia ibarrae Lundell
- Eugenia igatemiensis Barb. Rodr.
- Eugenia ignambiensis Baker f.
- Eugenia ignota Britton & P.Wilson
- Eugenia ilalensis Hieron.
- Eugenia illepida McVaugh
- Eugenia imaruiensis D.Legrand
- Eugenia imbricata O.Berg
- Eugenia imbricatocordata Amshoff
- Eugenia impressa (O.Berg) Mattos
- Eugenia impunctata O.Berg
- Eugenia inaequisepala Peter G.Wilson
- Eugenia incanescens Benth.
- Eugenia inconspicua Standl.
- Eugenia indica (Wight) Chithra
- Eugenia inirebensis P.E.Sánchez
- Eugenia intermedia O.Berg
- Eugenia intibucana Barrie
- Eugenia inundata DC.
- Eugenia inversa Sobral
- Eugenia involucrata DC.
- Eugenia irazuensis Hemsl.
- Eugenia irirensis O.Berg
- Eugenia isabeliana Kiaersk.
- Eugenia ischnosceles O.Berg
- Eugenia isosticta Urb.
- Eugenia itacarensis Mattos
- Eugenia itaguahiensis Nied.
- Eugenia itahypensis O.Berg
- Eugenia itajurensis Cambess.
- Eugenia itapemirimensis Cambess.
- Eugenia itararensis (Mattos) Mattos
- Eugenia iteophylla Krug & Urb.
- Eugenia izabalana Lundell
- Eugenia jambosoides C.Wright ex Griseb.
- Eugenia janeirensis O.Berg
- Eugenia jimenezii Alain
- Eugenia jiquitinhonensis Cambess.
- Eugenia joenssonii Kausel
- Eugenia kaalensis Guillaumin
- Eugenia kaieteurensis Amshoff
- Eugenia kalbreyeri Engl. & Brehmer
- Eugenia kamelii Merr.
- Eugenia kameruniana Engl.
- Eugenia kanakana N.Snow
- Eugenia karwinskyana O.Berg
- Eugenia kellyana Proctor
- Eugenia kerstingii Engl. & Brehmer
- Eugenia klaineana (Pierre) Engl.
- Eugenia kleinii D.Legrand
- Eugenia klotzschiana O.Berg
- Eugenia koepperi Standl.
- Eugenia koolauensis O.Deg.
- Eugenia krapovickasiana Mattos
- Eugenia kuebuniensis Guillaumin
- Eugenia kuhlmanniana Mattos & D.Legrand
- Eugenia lacerosepala N.Snow
- Eugenia laeteviridis Urb.
- Eugenia laevis O.Berg
- Eugenia lagoensis Kiaersk.
- Eugenia lambertiana DC.
- Eugenia lamprophylla Urb.
- Eugenia lancetillae Standl.
- Eugenia langsdorffii O.Berg
- Eugenia laruotteana Cambess.
- Eugenia lateriflora Willd.
- Eugenia latifolia Aubl.
- Eugenia laurae Proctor
- Eugenia laxa DC.
- Eugenia ledermannii Engl. & Brehmer
- Eugenia ledophylla (Standl.) McVaugh
- Eugenia legrandii (Mattos) Mattos
- Eugenia lempana Barrie
- Eugenia leonanii Mattos
- Eugenia leonensis Engl. & Brehmer
- Eugenia leonis Borhidi & O.Muñiz
- Eugenia lepidota O.Berg
- Eugenia leptoclada O.Berg
- Eugenia letreroana Lundell
- Eugenia leucadendron O.Berg
- Eugenia levinervis (Fosberg) A.J.Scott
- Eugenia lheritieriana DC.
- Eugenia lhotzkyana O.Berg
- Eugenia libanensis Urb.
- Eugenia liberiana Amshoff
- Eugenia librevillensis Amshoff
- Eugenia liebmannii Standl.
- Eugenia liesneri Barrie
- Eugenia ligustrina (Sw.) Willd.
- Eugenia ligustroides Urb.
- Eugenia lilloana D.Legrand
- Eugenia limbosa O.Berg
- Eugenia lindahlii Urb. & Ekman
- Eugenia linearis A.Rich. ex O.Berg
- Eugenia lineata (Sw.) DC.
- Eugenia lineolata Urb. & Ekman
- Eugenia lithosperma Barrie
- Eugenia littoralis Pancher ex Brongn. & Gris
- Eugenia livida O.Berg
- Eugenia locuples Barrie
- Eugenia loeseneri Urb.
- Eugenia loheri C.B.Rob.
- Eugenia lokobensis H.Perrier[b]
- Eugenia lomensis Britton & P.Wilson
- Eugenia longibracteata Mazine
- Eugenia longicuspis McVaugh
- Eugenia longifolia DC.
- Eugenia longipetiolata Mattos
- Eugenia longiracemosa Kiaersk.
- Eugenia longisepala M.L.Kawas. & B.Holst
- Eugenia longuensis N.Snow
- Eugenia louisae N.Snow
- Eugenia louvelii H.Perrier
- Eugenia lucens Alain
- Eugenia luciae Amshoff
- Eugenia lucida Lam.
- Eugenia lucidifolia Barb. Rodr.
- Eugenia ludoviciana Gómez-Laur.
- Eugenia luschnathiana (O.Berg) Klotzsch ex B.D.Jacks.
- Eugenia lutescens Cambess.
- Eugenia mabaeoides Wight
- Eugenia macahensis O.Berg
- Eugenia macedoi Mattos & D.Legrand
- Eugenia mackeeana Guillaumin
- Eugenia macnabiana (Krug & Urb.) Urb.
- Eugenia macradenia Urb. & Ekman
- Eugenia macrantha O.Berg
- Eugenia macrobracteolata Mattos
- Eugenia macrocalyx Mart. ex B.D.Jacks.
- Eugenia macrocarpa Schltdl. & Cham.
- Eugenia macrosperma DC.
- Eugenia madagascariensis (H.Perrier) A.J.Scott
- Eugenia madugodaense Kosterm.
- Eugenia maestrensis Urb.
- Eugenia magna B.Holst
- Eugenia magnibracteolata Mattos & D.Legrand
- Eugenia magnifica Spring ex Mart.
- Eugenia magniflora Barrie
- Eugenia magoana Lundell
- Eugenia malacantha D.Legrand
- Eugenia malangensis (O.Hoffm.) Nied.
- Eugenia malensis Lundell
- Eugenia malpighioides (Kunth) DC.
- Eugenia mandevillensis Urb.
- Eugenia mandioccensis O.Berg
- Eugenia mandonii McVaugh
- Eugenia manickamiana Murugan
- Eugenia mansoi O.Berg[c]
- Eugenia marambaiensis M.C.Souza & M.P.Lima
- Eugenia maranhaoensis G.Don
- Eugenia maricaensis G.M.Barroso
- Eugenia maritima DC.
- Eugenia marlierioides Rusby
- Eugenia marowynensis Miq.
- Eugenia marshiana Griseb.
- Eugenia matagalpensis P.E.Sánchez
- Eugenia matogrossensis Sobral
- Eugenia mattosii D.Legrand
- Eugenia matudae Lundell
- Eugenia mcphersonii Barrie
- Eugenia mcvaughii Steyerm. & Lasser
- Eugenia megaflora Govaerts
- Eugenia megalopetala Griseb.
- Eugenia melanadenia Krug & Urb.
- Eugenia melanogyna (D.Legrand) Sobral
- Eugenia membranifolia Nied.
- Eugenia memecylifolia Talbot
- Eugenia memecyloides Benth.
- Eugenia mensurensis Urb.
- Eugenia meridensis Steyerm.
- Eugenia mespiloides Lam.
- Eugenia michoacanensis Lundell
- Eugenia micranthoides McVaugh
- Eugenia micropora DC.
- Eugenia mimus McVaugh
- Eugenia minguetii Urb.
- Eugenia minimiflora Lundell
- Eugenia minuscula McVaugh
- Eugenia moaense Britton & P. Wilson
- Eugenia modesta DC.
- Eugenia moensis Britton & P.Wilson
- Eugenia molinae Barrie
- Eugenia mollicoma Mart. ex O.Berg
- Eugenia mollifolia Urb.
- Eugenia momby Barb. Rodr.
- Eugenia monosperma Vell.
- Eugenia montalbanica Merr.
- Eugenia monteverdensis Barrie
- Eugenia monticola (Sw.) DC.
- Eugenia mooniana Wight
- Eugenia moonioides O.Berg
- Eugenia moraviana O.Berg
- Eugenia morii B.Holst & M.L.Kawas.
- Eugenia moritziana H.Karst.
- Eugenia moschata (Aubl.) Nied. ex T.Durand & B.D.Jacks.
- Eugenia mouensis Baker f.
- Eugenia mozomboensis P.E.Sánchez
- Eugenia mucronata O.Berg
- Eugenia mufindiensis Verdc.
- Eugenia multicostata D.Legrand
- Eugenia multipetala Barb. Rodr.
- Eugenia multipuncata Mattos & D. Legrand
- Eugenia multirimosa McVaugh
- Eugenia muscicola H.Perrier
- Eugenia myrcianthes Nied.
- Eugenia myrciariifolia Soares-Silva & Sobral
- Eugenia myrobalana DC.
- Eugenia naguana Urb.
- Eugenia nannophylla Urb. & Ekman
- Eugenia neibensis Mattos
- Eugenia nematopoda Urb.
- Eugenia neofasciculata Bennet
- Eugenia neoformosa Sobral
- Eugenia neoglomerata Sobral
- Eugenia neogracilis Mazine & Sobral
- Eugenia neolaurifolia Sobral
- Eugenia neomyrtifolia Sobral
- Eugenia neosericea Morais & Sobral
- Eugenia neosilvestris Sobral
- Eugenia neotristis Sobral
- Eugenia neoverrucosa Sobral
- Eugenia nervosa Lour.
- Eugenia nesiotica Standl.
- Eugenia nigerina A.Chev.
- Eugenia nigrita Lundell
- Eugenia nipensis Urb.
- Eugenia nodulosa Urb.
- Eugenia nosibensis N.Snow
- Eugenia noumeensis Guillaumin
- Eugenia nutans O.Berg
- Eugenia oaxacana O.Berg
- Eugenia obanensis Baker f.
- Eugenia oblongata O.Berg
- Eugenia obscura (Lindl.) DC.
- Eugenia ocanensis Linden ex Regel
- Eugenia ochrophloea Diels
- Eugenia octopleura Krug & Urb.
- Eugenia oerstediana O.Berg
- Eugenia ogoouensis Amshoff
- Eugenia oligadenia Urb.
- Eugenia oligandra Krug & Urb.
- Eugenia ombrophila H.Perrier
- Eugenia omissa McVaugh
- Eugenia ophthalmantha Kiaersk.
- Eugenia orbiculata Lam.
- Eugenia orbignyana O.Berg
- Eugenia oreinoma O.Berg
- Eugenia ouen-toroensis Guillaumin
- Eugenia ovalis O.Berg
- Eugenia ovandensis Lundell
- Eugenia oxysepala Urb.
- Eugenia pachnantha O.Berg
- Eugenia pachychlamys Donn.Sm.
- Eugenia pachychremastra Guillaumin
- Eugenia pachyclada D.Legrand
- Eugenia pachystachya McVaugh
- Eugenia pacifica Benth.
- Eugenia padronii Alain
- Eugenia pallidopunctata Mazine
- Eugenia paloverdensis Barrie
- Eugenia paludosa Pancher ex Brongn. & Gris
- Eugenia palumbis Merr.
- Eugenia pantagensis O.Berg
- Eugenia papalensis Standl. & Steyerm.
- Eugenia papayoensis Urb.
- Eugenia paracatuana O.Berg
- Eugenia paranahybensis O.Berg
- Eugenia paranapiacabensis Mattos
- Eugenia pardensis O.Berg
- Eugenia pasacaensis C.B.Rob.
- Eugenia patens Poir.
- Eugenia patrisii Vahl
- Eugenia pauciflora DC.
- Eugenia peninsularis Urb.
- Eugenia percincta McVaugh
- Eugenia percivalii Lundell
- Eugenia percrenata McVaugh
- Eugenia perriniana Urb. & Ekman
- Eugenia persicifolia O.Berg
- Eugenia peruibensis Mattos
- Eugenia petrinensis N.Snow
- Eugenia petrophila Urb.
- Eugenia philippioides H.Perrier
- Eugenia phillyraeoides Trimen
- Eugenia phyllocardia Urb.
- Eugenia pia DC.
- Eugenia picardiae Krug & Urb.
- Eugenia piedraensis Urb.
- Eugenia piloesis Cambess.
- Eugenia pilosula Krug & Urb.
- Eugenia pinariensis Urb.
- Eugenia pinetorum Urb.
- Eugenia pinifolia Mart. ex O.Berg
- Eugenia piresiana Cambess.
- Eugenia piresii Mattos
- Eugenia pisiformis Cambess.
- Eugenia pistaciifolia DC.
- Eugenia pitanga (O.Berg) Nied.
- Eugenia pitrensis Urb.
- Eugenia pittieri Standl.
- Eugenia platyphylla O.Berg
- Eugenia platysema O.Berg
- Eugenia pleurantha O.Berg
- Eugenia pleurocarpa Standl.
- Eugenia plicata Nied.
- Eugenia plicatocostata O.Berg
- Eugenia plicatula C.Wright
- Eugenia plinioides Urb. & Ekman
- Eugenia pluricymosa H.Perrier
- Eugenia pluriflora DC.
- Eugenia pobeguinii Aubrév.
- Eugenia pocsiana Borhidi
- Eugenia pohliana DC.
- Eugenia poiteaui O.Berg
- Eugenia poliensis Aubrév. & Pellegr.
- Eugenia pollicina J.Guého & A.J.Scott
- Eugenia polyadena O.Berg
- Eugenia polyantha Barb. Rodr.
- Eugenia polyclada Urb. & Ekman
- Eugenia polypora Urb.
- Eugenia polystachya Rich.
- Eugenia pomifera (Aubl.) Urb.
- Eugenia pozasia Urb. & Ekman
- Eugenia praeterita McVaugh
- Eugenia prasina O.Berg
- Eugenia principium McVaugh
- Eugenia procera (Sw.) Poir.
- Eugenia producta DC.
- Eugenia prolixa S.Moore
- Eugenia prolongata M.L.Kawas. & B.Holst
- Eugenia pronyensis Guillaumin
- Eugenia prostrata Mattos
- Eugenia protenta McVaugh
- Eugenia pruinosa D.Legrand
- Eugenia pruniformis Cambess.
- Eugenia pseudomabaeoides Kosterm.
- Eugenia pseudomalacantha D.Legrand
- Eugenia pseudopsidium Jacq.
- Eugenia psidiiflora O.Berg
- Eugenia psidioidea (J.Guého & A.J.Scott) N.Snow
- Eugenia psiloclada Urb.
- Eugenia pterocarpa Baill.
- Eugenia pteroclada Urb.
- Eugenia puberula Nied.
- Eugenia pubescens (Kunth) DC.
- Eugenia pubicalyx Alain
- Eugenia pueblana Lundell
- Eugenia pulcherrima Kiaersk.
- Eugenia punicifolia (Kunth) DC.
- Eugenia purpusii Standl.
- Eugenia pusilla N.E.Br.
- Eugenia pusilliflora M.L.Kawas. & B.Holst
- Eugenia pustulescens McVaugh
- Eugenia pycnantha Benth.
- Eugenia pyriflora O.Berg
- Eugenia pyriformis Cambess.
- Eugenia pyxidata (J.Guého & A.J.Scott) N.Snow
- Eugenia quadrangularis Duch. ex Griseb.
- Eugenia quadriflora H.Perrier
- Eugenia quadrijuga McVaugh
- Eugenia quadriovulata Amshoff
- Eugenia quebradensis McVaugh
- Eugenia quercetorum Standl. & L.O.Williams ex Barrie
- Eugenia racemiflora O.Berg
- Eugenia radiciflora H.Perrier
- Eugenia ramboi D.Legrand
- Eugenia ramiflora Desv. ex Ham.
- Eugenia ramonae Borhidi & O.Muñiz
- Eugenia ramoniana Urb.
- Eugenia randrianasoloi J.S.Mill.
- Eugenia ravenii Lundell
- Eugenia recurvisepala Barb. Rodr.
- Eugenia reinwardtiana (Blume) A.Cunn. ex DC.
- Eugenia reitziana D.Legrand
- Eugenia rekoi Standl.
- Eugenia rendlei Urb.
- Eugenia repanda O.Berg
- Eugenia reticularis O.Berg
- Eugenia retinadenia C.Wright
- Eugenia rheophytica Kosterm.
- Eugenia rhombea (O.Berg) Krug & Urb.
- Eugenia rigida DC.
- Eugenia rigidifolia A.Rich.
- Eugenia rigidula Britton & P.Wilson
- Eugenia rimosa C.Wright
- Eugenia riograndis Lundell
- Eugenia riosae Barrie
- Eugenia rivulorum Thwaites
- Eugenia rizziniana Mattos
- Eugenia rizzoana Mattos
- Eugenia rocana Britton & P.Wilson
- Eugenia rodriguesensis J.Guého & A.J.Scott
- Eugenia roigii Urb.
- Eugenia rojasiana (D.Legrand) Mattos
- Eugenia rosariensis Borhidi
- Eugenia rosea DC.
- Eugenia roseiflora McVaugh
- Eugenia rostrata O.Berg
- Eugenia rostratofalcata Mattos & D.Legrand
- Eugenia rostrifolia D.Legrand
- Eugenia rottleriana Wight & Arn.
- Eugenia rotundata (Trimen) Trimen
- Eugenia rotundicosta D.Legrand
- Eugenia roxburghii DC.
- Eugenia rubella Lundell
- Eugenia rufidula Lundell
- Eugenia rufipetala Barb. Rodr.
- Eugenia rufofulva Thwaites
- Eugenia rugosissima Sobral
- Eugenia ruscifolia Poir.
- Eugenia sachetae Proctor
- Eugenia sagrae O.Berg
- Eugenia salacioides G.Lawson ex Hutch. & Dalziel
- Eugenia salamensis Donn.Sm.
- Eugenia salomonica G.T.White
- Eugenia samanensis Alain
- Eugenia samuelssonii Ekman & Urb.
- Eugenia sancarlosensis Barrie
- Eugenia sanjuanensis P.E.Sánchez
- Eugenia sapucayensis Barb. Rodr.
- Eugenia sarapiquensis P.E.Sánchez
- Eugenia sarasinii Guillaumin
- Eugenia sargentii Merr.
- Eugenia sasoana Standl. & Steyerm.
- Eugenia sauvallei Krug & Urb.
- Eugenia savannarum Standl. & Steyerm.
- Eugenia saviifolia Alain
- Eugenia scalariformis McVaugh
- Eugenia scaphephylla C.Wright
- Eugenia schatzii J.S.Mill.
- Eugenia scheffleri Engl. & Brehmer
- Eugenia schottiana O.Berg
- Eugenia schulziana Urb.
- Eugenia schunkei McVaugh
- Eugenia sclerocalyx D.Legrand
- Eugenia scottii H.Perrier
- Eugenia sebastiani Urb.
- Eugenia sehnemiana (Mattos) Mattos
- Eugenia seithurensis Gopalan & S.R.Sriniv.
- Eugenia selloi B.D.Jacks.
- Eugenia selvana Barrie
- Eugenia sericifolia M.L.Kawas. & B.Holst
- Eugenia serrasuela Krug & Urb.
- Eugenia serrei Urb.
- Eugenia sessiliflora Vahl
- Eugenia sessilifolia DC.
- Eugenia shaferi Urb.
- Eugenia shettyana Murugan & Gopalan
- Eugenia shimishito Barrie
- Eugenia shookii Lundell
- Eugenia sieberi J.Guého & A.J.Scott
- Eugenia siggersii Standl.
- Eugenia sigillata McVaugh
- Eugenia sihanakensis H.Perrier
- Eugenia siltepecana Lundell
- Eugenia simiarum Standl. & Steyerm.
- Eugenia simii Dümmer
- Eugenia sinaloae Standl.
- Eugenia singampattiana Bedd.
- Eugenia sloanei Urb.
- Eugenia sobralii Mattos
- Eugenia solimoensis O.Berg
- Eugenia sonderiana O.Berg
- Eugenia sooiana Borhidi
- Eugenia sotoesparzae P.E.Sánchez
- Eugenia sparsa S.Moore
- Eugenia sparsifolia Barb. Rodr.
- Eugenia speciosa Cambess.
- Eugenia sphenoides O.Berg
- Eugenia splendens O.Berg
- Eugenia sprengelii DC.
- Eugenia spruceana O.Berg
- Eugenia squamiflora Mattos
- Eugenia sripadaense Kosterm.
- Eugenia stahlii (Kiaersk.) Krug & Urb.
- Eugenia standleyi McVaugh
- Eugenia staudtii Engl. & Brehmer
- Eugenia stenoptera Urb.
- Eugenia stenosepala Kiaersk.
- Eugenia stenosepaloides Mattos
- Eugenia stenoxipha Urb.
- Eugenia stephanii O.Berg
- Eugenia stephanophylla Baker f.
- Eugenia stereophylla Urb.
- Eugenia stewardsonii Britton
- Eugenia stictopetala DC.
- Eugenia stigmatosa DC.
- Eugenia stipitata McVaugh
- Eugenia strellensis O.Berg
- Eugenia stricta Pancher ex Brongn. & Gris
- Eugenia strigipes O.Berg
- Eugenia sturrockii R.A.Howard
- Eugenia stylaris McVaugh
- Eugenia subamplexicaulis DC.
- Eugenia subavenia O.Berg
- Eugenia subcordata Wight & Arn.
- Eugenia subdisticha Urb.
- Eugenia suberosa Cambess.
- Eugenia subherbacea A.Chev.
- Eugenia subreticulata Glaz.
- Eugenia subspinulosa Borhidi & O.Muñiz
- Eugenia subterminalis DC.
- Eugenia subundulata Kiaersk.
- Eugenia sulcata Spring ex Mart.
- Eugenia sulcivenia Krug & Urb.
- Eugenia sumbensis Greves
- Eugenia supraaxillaris Spreng.
- Eugenia suzukii Kaneh.
- Eugenia symphoricarpos McVaugh
- Eugenia tachirensis Steyerm.
- Eugenia tacuaralensis Barb. Rodr.
- Eugenia tafelbergica Amshoff
- Eugenia talbotii Keay
- Eugenia tamaensis Steyerm.
- Eugenia tanaensis Verdc.
- Eugenia tapirorum Standl.
- Eugenia teapensis McVaugh
- Eugenia tenuiflora Mazine
- Eugenia tenuimarginata McVaugh
- Eugenia tenuipedunculata Kiaersk.
- Eugenia tenuissima Lundell
- Eugenia tepuiensis Steyerm.
- Eugenia teresae J.F.Morales
- Eugenia ternatifolia Cambess.
- Eugenia terpnophylla Thwaites
- Eugenia tetramera (McVaugh) M.L.Kawas. & B.K.Holst
- Eugenia tetrasticha Poepp. ex O.Berg
- Eugenia theodorae Kiaersk.
- Eugenia thikaensis Verdc.
- Eugenia thollonii Amshoff
- Eugenia thomasiana O.Berg
- Eugenia thouvenotiana H.Perrier
- Eugenia tikalana Lundell
- Eugenia tilarana Barrie
- Eugenia tinifolia Lam.
- Eugenia tisserantii Aubrév. & Pellegr.
- Eugenia toaensis Borhidi & O.Muñiz
- Eugenia togoensis Engl.
- Eugenia toledinensis Lundell
- Eugenia toledoi (Mattos) Mattos
- Eugenia tomasina Urb.
- Eugenia tonii Lundell
- Eugenia toxanatolica Verdc.
- Eugenia trahyra Barb.Rodr.
- Eugenia triflora (Jacq.) Ham.
- Eugenia trikii Lundell
- Eugenia trinervia Vahl
- Eugenia trinitatis DC.
- Eugenia tropophylla H.Perrier
- Eugenia truncata O.Berg
- Eugenia trunciflora (Schltdl. & Cham.) G.Don
- Eugenia tuberculata (Kunth) DC.
- Eugenia tulanan Merr.
- Eugenia tumulescens McVaugh
- Eugenia tungo Hiern
- Eugenia turneri McVaugh
- Eugenia ulei (Diels) McVaugh
- Eugenia uliginosa Lundell
- Eugenia umbelliflora O.Berg
- Eugenia umbonata McVaugh
- Eugenia umbrosa O.Berg
- Eugenia uminganensis Peter G.Wilson
- Eugenia umtamvunensis A.E.van Wyk
- Eugenia underwoodii Britton
- Eugenia undulata Aubl.
- Eugenia uniflora L. – goździkowiec jednokwiatowy
- Eugenia uninervia Rusby
- Eugenia urschiana H.Perrier
- Eugenia ursina Lundell
- Eugenia uruguayensis Cambess.
- Eugenia uxpanapensis P.E.Sánchez & L.M.Ortega
- Eugenia vacana Lundell
- Eugenia valsuganana Sobral
- Eugenia valvata McVaugh
- Eugenia vanderveldei Urb. & Ekman
- Eugenia varia Britton & P.Wilson
- Eugenia variabilis Baill.
- Eugenia variareolata McVaugh
- Eugenia vatomandrensis H.Perrier
- Eugenia vaughanii J.Guého & A.J.Scott
- Eugenia venezuelensis O.Berg
- Eugenia verapazensis Lundell
- Eugenia verdoorniae A.E.van Wyk
- Eugenia vernicosa O.Berg
- Eugenia verruculata Barrie
- Eugenia versicolor McVaugh
- Eugenia verticillata (Vell.) Angely
- Eugenia vesca Lundell
- Eugenia vetula DC.
- Eugenia victoriana Cuatrec.
- Eugenia victorinii Alain
- Eugenia vigiensis Urb.
- Eugenia viguieriana H.Perrier
- Eugenia vilersii H.Perrier
- Eugenia villae-novae Kiaersk.
- Eugenia violascens O.Berg
- Eugenia viridiflora Cambess.
- Eugenia viridis (Vell.) O.Berg
- Eugenia virotii Guillaumin
- Eugenia warmingiana Kiaersk.
- Eugenia websteri Proctor
- Eugenia wentii Amshoff
- Eugenia whytei Sprague
- Eugenia widgrenii Sond. ex O.Berg
- Eugenia williamsiana N.Snow
- Eugenia wilsonella Fawc. & Rendle
- Eugenia winzerlingii Standl.
- Eugenia woodburyana Alain
- Eugenia woodfrediana Urb.
- Eugenia woodii Dummer
- Eugenia wullschlaegeliana Amshoff
- Eugenia xalapensis (Kunth) DC.
- Eugenia xanthoxyloides Cambess.
- Eugenia xilitlensis McVaugh
- Eugenia xiriricana Mattos
- Eugenia xystophylla O.Berg
- Eugenia yangambensis Amshoff
- Eugenia yasuniana B.Holst & M.L.Kawas.
- Eugenia yatuae (McVaugh) B.Holst
- Eugenia yautepecana Lundell
- Eugenia yumana Alain
- Eugenia yunckeri Standl.
- Eugenia zelayensis P.E.Sánchez
- Eugenia zuccarinii O.Berg
- Eugenia zuchowskiae Barrie
- Eugenia zuluensis Dummer
- Eugenia zygophylla Govaerts